# Filetismo
Il filetismo o etnofiletismo (dal greco ἔθνος ethnos "nazione" e φυλετισμός phyletismos "tribalismo") è il principio delle nazionalità applicato in ambito ecclesiastico: in altre parole, la fusione tra chiesa e nazione. Il termine ethnophyletismos designa l'idea che una chiesa autocefala locale dovrebbe basarsi non su un criterio locale (ecclesiale), ma su uno etnofiletista, nazionale o linguistico. Fu usato al Santo e Grande (Μείζων Meizon "allargato") Sinodo panortodosso a Costantinopoli il 10 settembre 1872 per qualificare il "nazionalismo filetista (religioso)", che fu condannato come una moderna eresia ecclesiale: la chiesa non doveva essere confusa con il destino di una singola nazione o di una singola razza.

## Storia
Dopo la loro emancipazione dal dominio ottomano, le chiese balcaniche svilupparono liberamente sia le loro identità nazionali che la loro vita religiosa. Facoltà teologiche vennero create ad Atene, Belgrado, Sofia e Bucarest. La Chiesa ortodossa rumena introdusse l'intero ciclo degli uffici liturgici in romeno volgare. Tuttavia, questi sviluppi liberali furono spesso contrassegnati da rivalità nazionalistiche.
Il termine filetismo fu coniato al Santo e Grande Sinodo pan-ortodosso che si riunì a Istanbul (allora Costantinopoli) nel 1872. L'incontro era provocato dalla lotta degli ortodossi bulgari contro il dominio del Patriarcato greco di Costantinopoli negli anni 1850 e 1860. Il malcontento per la supremazia del clero greco in Bulgaria aveva iniziato a divampare in diverse diocesi bulgare già nel 1820. Tuttavia, solo nel 1850 i bulgari iniziarono una lotta decisa contro i chierici greci in un certo numero di vescovati chiedendo la loro sostituzione con quelli bulgari, nonché altri cambiamenti come l'uso della lingua bulgara nella liturgia e stipendi fissi per i vescovi. A quel tempo, la maggior parte dei leader religiosi bulgari si era resa conto che qualsiasi ulteriore lotta per i diritti dei bulgari nell'Impero ottomano non avrebbe potuto avere successo a meno che non fossero riusciti a ottenere almeno un certo grado di autonomia dal Patriarcato di Costantinopoli. I bulgari ottennero un'ampia autonomia ecclesiastica con la creazione nel 1872 dell'esarcato bulgaro, con sede nella stessa Costantinopoli, che però istituì in diverse città dove già esistevano vescovi "greci" soggetti al Patriarcato di Costantinopoli proprie eparchie con vescovi di lingua bulgara violando il principio classico della territorialità.
Il 10 agosto 1872 il Sinodo emanò una condanna ufficiale del razzismo ecclesiastico, o "etnofiletismo", nonché la sua argomentazione teologica. Nel condannare il filetismo, il Sinodo di Costantinopoli l'aveva, infatti, definito un problema fondamentale dell'ortodossia moderna.

Sia i bulgari che i greci vennero accusati di filetismo durante questo periodo, in particolare i chierici greci per aver cercato di imporre la lingua greca a gruppi etnici non greci, come la popolazione slava della Macedonia e della Tracia, e per aver diffuso idee nazionalistiche della Megali Idea. Konstantin Leontiev, uno scrittore di spicco sull'argomento, osserva che entrambe le parti erano ugualmente responsabili dello scisma, ma differenziandole:
“Sia voi [greci] che i bulgari potete ugualmente essere accusati di filetismo, cioè di introdurre interessi etnici nelle questioni della Chiesa, e nell'uso della religione come arma politica; ma la differenza sta nel fatto che il filetismo bulgaro è difensivo, mentre il tuo è offensivo. Il loro filetismo cerca solo di delimitare i confini della loro tribù; il tuo cerca di attraversare i confini dell'ellenismo[...].

## XXI secolo
Sebbene le Chiese ortodosse orientali abbiano condannato il filetismo nel 1872, il patriarca ecumenico Bartolomeo ha dichiarato che "il nazionalismo rimane uno dei problemi centrali della Chiesa". Il filetismo è stato una minaccia per l'unità ortodossa almeno dall'ascesa del nazionalismo nel XIX secolo, e il suo impatto sull'Ortodossia in America - e in altre aree delle comunità etniche della diaspora - per tutto il XX secolo e fino ai giorni nostri è ben noto.
Le condizioni alla base del filetismo moderno sono diverse da quelle che circondarono la decisione del concilio di Costantinopoli del 1872. Nella seconda metà del XX secolo, vi era un dibattito vigoroso e talvolta controverso tra gli ortodossi riguardo al problema della diaspora, in particolare l'organizzazione della Chiesa ortodossa nei paesi in cui gli ortodossi erano emigrati, soprattutto dopo la rivoluzione russa. Il problema rileva che le diocesi ortodosse (ufficialmente chiamate "giurisdizioni") nella diaspora si sovrappongono l'una all'altra. Il risultato è che solitamente ci sono diversi vescovi ortodossi di diverse chiese ortodosse nelle città della diaspora. Questa situazione viola il principio canonico di territorialità, ovvero che ogni città e provincia dovrebbero avere il suo unico vescovo.

### Stati Uniti
Negli Stati Uniti, la maggior parte delle parrocchie ortodosse orientali è etnocentrica, cioè focalizzata sul servizio di una comunità etnica immigrata dall'estero (ad esempio, greci, russi, rumeni, finlandesi, serbi, arabi, ecc.) Molti cristiani ortodossi devono percorrere lunghe distanze per trovare una Chiesa locale che sia familiare alla loro origine etnica. Tutte le chiese ortodosse fanno qualche tentativo di accogliere quelle di altre tradizioni etniche con vari gradi di successo.

Nel giugno 2008, il metropolita Jonah della Chiesa ortodossa in America ha tenuto un discorso su "Episcopato, primato e chiese madri: una prospettiva monastica" alla Conferenza della Fellowship of St. Alban and St. Sergio al St. Vladimir's Theological Seminary.
Il problema non sono tanto le molteplici giurisdizioni che si sovrappongono, ciascuna al servizio di diversi elementi della popolazione. Ciò potrebbe essere adattato come mezzo per affrontare la legittima diversità dei ministeri all'interno di una Chiesa locale o nazionale. Il problema è che non esiste un'espressione comune di unità che superi le divisioni etniche, linguistiche e culturali: non esiste un sinodo di vescovi responsabili di tutte le chiese in America, e nessun primato o punto di responsabilità nel mondo ortodosso con l'autorità di correggere una tale situazione.
Josiah Trenham ha notato nove divisioni della pratica pastorale tra le giurisdizioni ortodosse negli Stati Uniti.

### Francia
Il metropolita Philip dell'arcidiocesi cristiana ortodossa di Antiochia del Nord America indica Parigi, in Francia, come esempio di filetismo. Egli afferma:
Un altro esempio di filetismo è Parigi, Francia. Ci sono sei vescovi ortodossi coesistenti con giurisdizioni ecclesiologiche sovrapposte. Secondo me e secondo l'opinione dei canonisti ortodossi, questo è filetismo.
Tuttavia, il Patriarcato Ecumenico sostiene di essere l'unica autorità canonica legittima per tutti gli ortodossi che vivono nell'Europa occidentale, sia visto il canone 28 del Concilio di Calcedonia, sia perché dall'XI secolo il Patriarca e Papa di Roma non è stato in grado di offrire l'assistenza pastorale agli ortodossi in Occidente e la Sede di Costantinopoli rappresenta geograficamente il Patriarcato più vicino che è in grado di offrire tale assistenza.

### Estonia
In seguito alla disgregazione dell'Unione Sovietica, sono sorte divisioni all'interno della comunità ortodossa in Estonia tra coloro che volevano rimanere sotto l'autorità russa e coloro che volevano tornare alla giurisdizione del Patriarcato ecumenico, con la disputa che si svolgeva spesso su linee etniche, con molti russi emigrati in Estonia durante l'occupazione sovietica. Le lunghe trattative tra i due patriarcati non portarono ad alcun accordo.
Nel 1993, il sinodo della Chiesa ortodossa estone in esilio è stato nuovamente registrato come Chiesa ortodossa autonoma dell'Estonia, e il 20 febbraio 1996, il Patriarca ecumenico Bartolomeo I ha rinnovato il tomos concesso alla chiesa estone nel 1923, ripristinandone la subordinazione canonica al Patriarcato Ecumenico. Questa azione ha portato all'immediata protesta del Patriarca di origine estone Alessio II del Patriarcato di Mosca, che considerava la sua nativa Estonia come parte del suo territorio canonico e il Patriarca di Mosca ha temporaneamente rimosso il nome del Patriarca ecumenico dai dittici.
È stato raggiunto un accordo in cui le congregazioni locali potevano scegliere quale giurisdizione seguire. La comunità ortodossa in Estonia, che rappresenta circa il 14% della popolazione totale, rimane divisa, con la maggioranza dei fedeli (per lo più di etnia russa) che rimane sotto Mosca. Secondo un rapporto del Dipartimento di Stato degli Stati Uniti del novembre 2003, circa 20.000 fedeli (per lo più di etnia estone) in 60 parrocchie fanno parte della chiesa autonoma, con 150.000 fedeli in 31 parrocchie, insieme alla comunità monastica di Pühtitsa, fedele tradizionalmente a Mosca.